# Yorkshire pudding

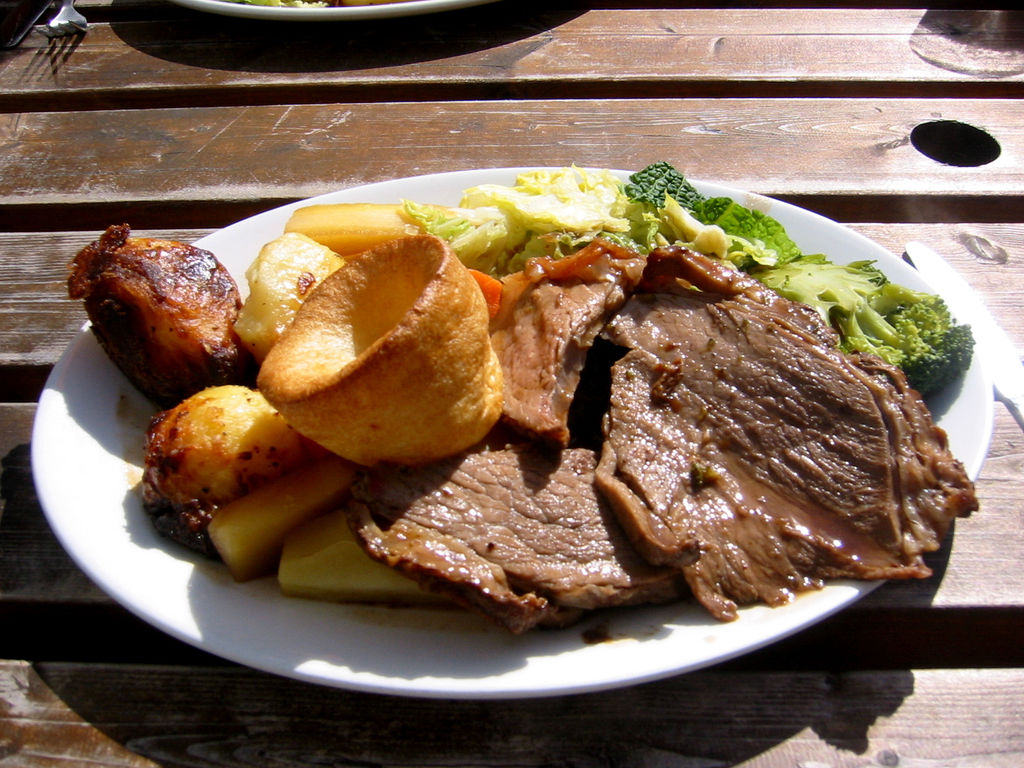
Sunday roast consistente en un roast beef, papas asadas, verdura y un pequeño Yorkshire pudding individual.

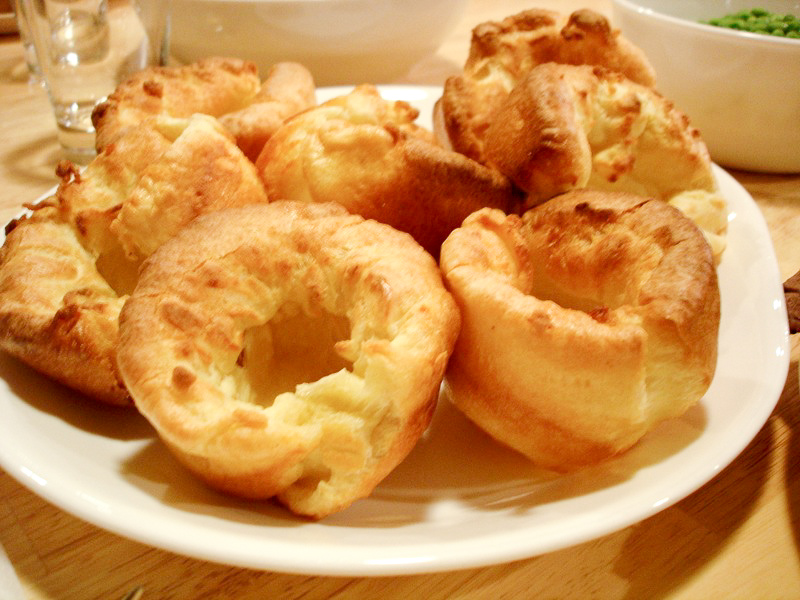
Yorkshire puddings servidos aparte.

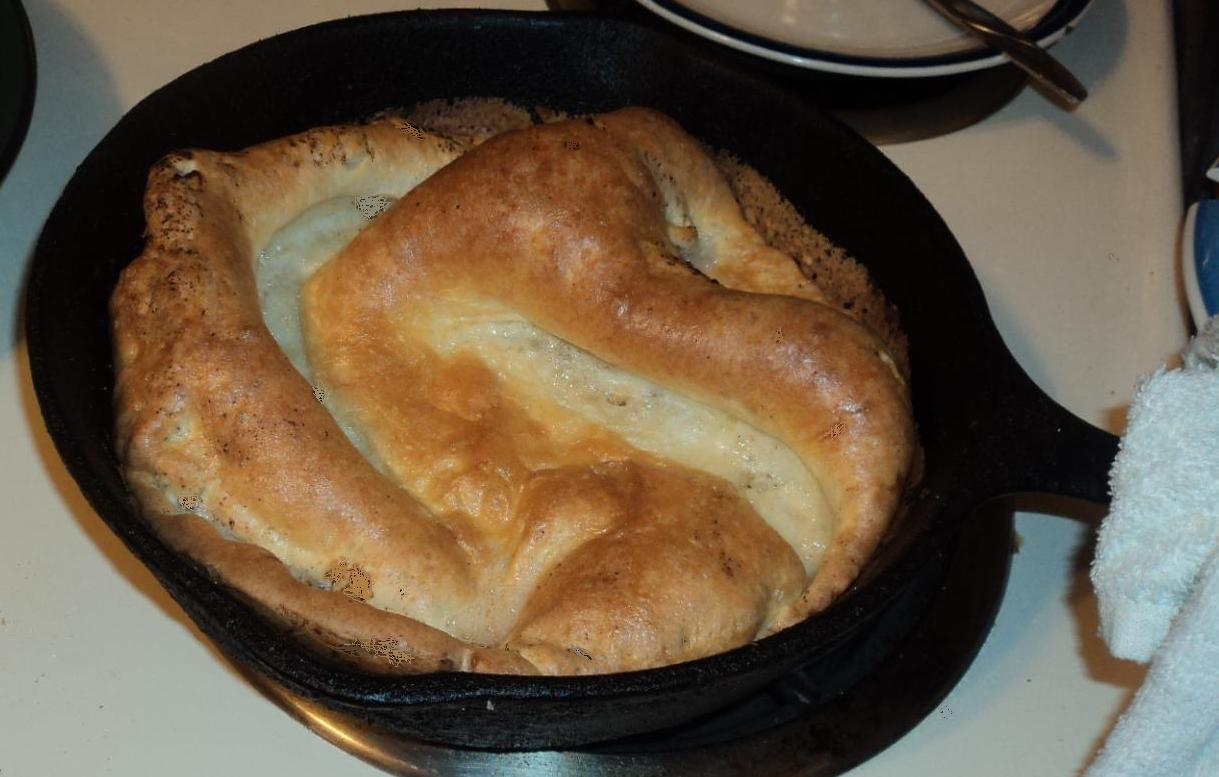
Yorkshire pudding hecho en una sartén de 22 cm de diámetro.

El Yorkshire pudding, en español budín de Yorkshire, es una oblea de masa horneada, con forma de cuenco, especialidad de la gastronomía del Reino Unido. Se elabora con una masa líquida hecha con harina, huevos, agua o leche, que se hornea (a temperatura de 230 °C) en un molde. Puede ser originaria del condado de Yorkshire, aunque es muy popular a lo largo de todo el territorio británico.

## Historia
Cuando se extendió el uso de la harina de trigo para hacer tartas y pasteles, llamados todos indistintamente pudding en inglés, y budín o pudín en español, unos cocineros del norte de Inglaterra idearon una manera de aprovechar los jugos y la grasa que goteaban de las piezas de carne que se asaban, colocando debajo una masa en un molde. 
Se cree que esta receta existía desde hacía siglos, pues en 1737 se recoge una primera receta bajo el nombre de dripping pudding en la obra The Whole Duty of a Woman. En 1747, aparece una receta parecida en la obra de Hannah Glasse The Art of Cookery Made Plain and Easy, esta vez denominada Yorkshire pudding. Esos puddings tradicionales se hacían con una masa más densa que las versiones actuales.

## Características
Tiene forma de base de cuenco, con bordes altos de unos 10 cm, una forma destinada a recoger los jugos de la carne que se asa en la parte superior del horno. La Royal Society of Chemistry (Real Sociedad de Química) británica publicó en 2008 las normas a las que tiene que responder el verdadero Yorkshire pudding.
Tradicionalmente el Yorkshire pudding se sirve en primer plato, como una torta empapada en los jugos de la carne que se consumía como segundo plato. Como era un plato sencillo y económico, se cree que para ahorrar "llenaba" a los comensales antes de que se les sirviera el plato principal, compuesto de ingredientes más costosos. Todavía se sirve como entrante en el condado de Yorkshire. Hoy en día es una de la guarniciones de los platos de carne de las comidas dominicales británicas.

## Variantes
Por su forma, el Yorkshire pudding se utiliza también como recipiente, y se puede rellenar con verduras o carne. Esta variante se suele encontrar en los menús de los pubs británicos, y su versión más conocida es el toad in the hole (en inglés "sapo en el agujero") un Yorkshire pudding que se hornea con salchichas en su interior. 
Se ha difundido desde finales del siglo XX la costumbre de servir porciones individuales de Yorkshire pudding, a menudo hechas con una masa más ligera y crujiente que la tradicional.

## Curiosidades
Los Yorkshire puddings son objeto a veces de fiestas populares en el Reino Unido. Por ejemplo en el mes de mayo, en las fiestas del pequeño pueblo de Clifton, Yorkshire del Oeste, se suele servir raciones para 400 personas.